# Seo-myeon, Gyeongju
Seo-myeon (koreanska: 서면) är en socken i stadskommunen Gyeongju i provinsen Norra Gyeongsang i den östra delen av Sydkorea, 260 km sydost om huvudstaden Seoul. 